# Mariano Bayón
Mariano Bayón (Madrid, 25 de septiembre de 1942) es un arquitecto español.

## Trayectoria
Desde sus inicios, en 1964, a través de sus escritos, sus enseñanzas, sus proyectos y sus obras, Mariano Bayón ha formulado “una arquitectura objetiva y sintética, entendida como ciencia del rigor constructivo, dirigida a la disolución de conflictos de todo orden, con el menor gasto energético posible y mediante la máxima armonización de sus principios, sistemas y materiales”.
Se le reconoce como representante de la denominada generación de arquitectos del 68. En enero de ese año se tituló en la Escuela Técnica Superior de Arquitectura de Madrid.
Desde 1964 a 1969 firmó una sección de ensayo y crítica internacional en la Revista Arquitectura del Colegio Oficial de Arquitectos de Madrid.
Durante 33 años desde 1975 a 2008, ha sido profesor de Proyectos Arquitectónicos en la Escuela Técnica Superior de Arquitectura de Madrid. En ese tiempo y como tutor de Proyectos Fin de Carrera, lo ha sido de muchos de los jóvenes valores de la arquitectura española de diversas generaciones de las últimas décadas.
Formó parte de la renovadora Junta de Gobierno del Colegio Oficial de Arquitectos de Madrid en la que fue Presidente de la Comisión de Cultura desde 1972 a 1975.
En 1983 fue nombrado por concurso de méritos Arquitecto Conservador del Congreso de los Diputados, realizando con ese fin proyectos y obras hasta 1986, en que dimitió de dicho cometido.
Es autor de numerosos ensayos sobre la arquitectura y la crítica histórica, en la mayoría de los casos como confirmación de sus propuestas edificatorias o como ilustraciones paralelas a su actividad proyectual. Son relevantes sus exposiciones comisariadas acerca de la Arquitectura del siglo XX.
Atraído por las artes escénicas en relación con la ciudad, a las que ha dedicado una importante parte de su obra construida y proyectada, Mariano Bayón ha investigado largamente sobre el espacio escénico y su representación en correspondencia con la ciudad, con la arquitectura y con el juego. Fruto de dicha atracción ha reunido una importante colección de láminas, dioramas, teatros y cajas escénicas de los siglos XVIII, XIX y XX.
Sus obras y proyectos han sido objeto de tres monografías hasta la fecha y de diferentes publicaciones. Como aportaciones ensayísticas tiene publicados cinco libros, además de multitud de artículos y colaboraciones en medios especializados como pueden ser las revistas Arquitectura COAM, BODEN, CAU o Lápiz.
Se le han dedicado exposiciones monográficas en diferentes centros importantes de difusión de la arquitectura como son en España el Colegio Oficial de Arquitectos de Madrid, Colegio Oficial de Arquitectos de Alicante, Escuela Técnica Superior de Arquitectura de Navarra y en otros países la Architekturgalerie am Weißenhof de Stuttgart, Haus der Architektur de Graz o Byggecentrum de Copenhague. Sus obras y proyectos han formado parte de importantes exposiciones colectivas como ‘Madrid 100% Arquitectura’,‘35+. Construyendo en Democracia. 35 años de arquitectura social en España’  o ‘Restaurar Hispania’,‘Diez Años de Arquitectura española 1985-1994’ y ‘ Expotecnia 96. Sao Paulo’ entre otras.
Ha dado clases y presentado su obra en numerosos centros universitarios y culturales como el Instituto Tecnológico de Karlsruhe, Danish Architecture Centre, Kunsthochschule Berlin-Weißensee, Bayerische Architektenkammer de Múnich, Architekturzentrum Wien, Academy of Architecture de Ámsterdam o Instituto Cervantes de Chicago.
Desde 1990 hasta la actualidad comparte su actividad proyectual y constructiva con su hijo el arquitecto Pablo Bayón Villamor.
Sus criterios a favor de la enseñanza y el magisterio, y al mismo tiempo en contra de lo académico disciplinar, han estado presentes en toda su actividad docente, y lo están en sus textos transmitidos hasta el presente.

## Obras más significativas

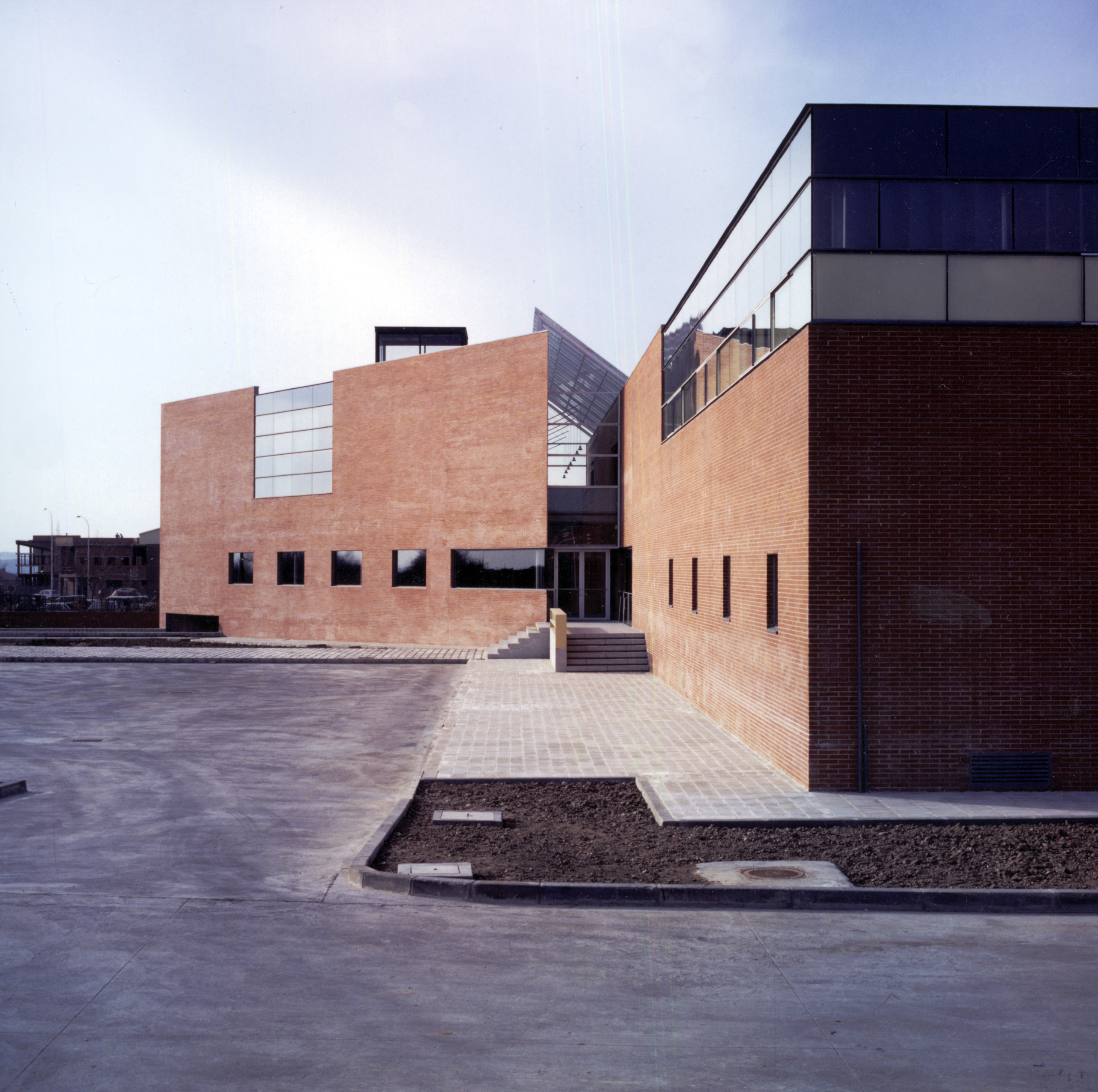
Centro de diseño Volumen en Algete.1986

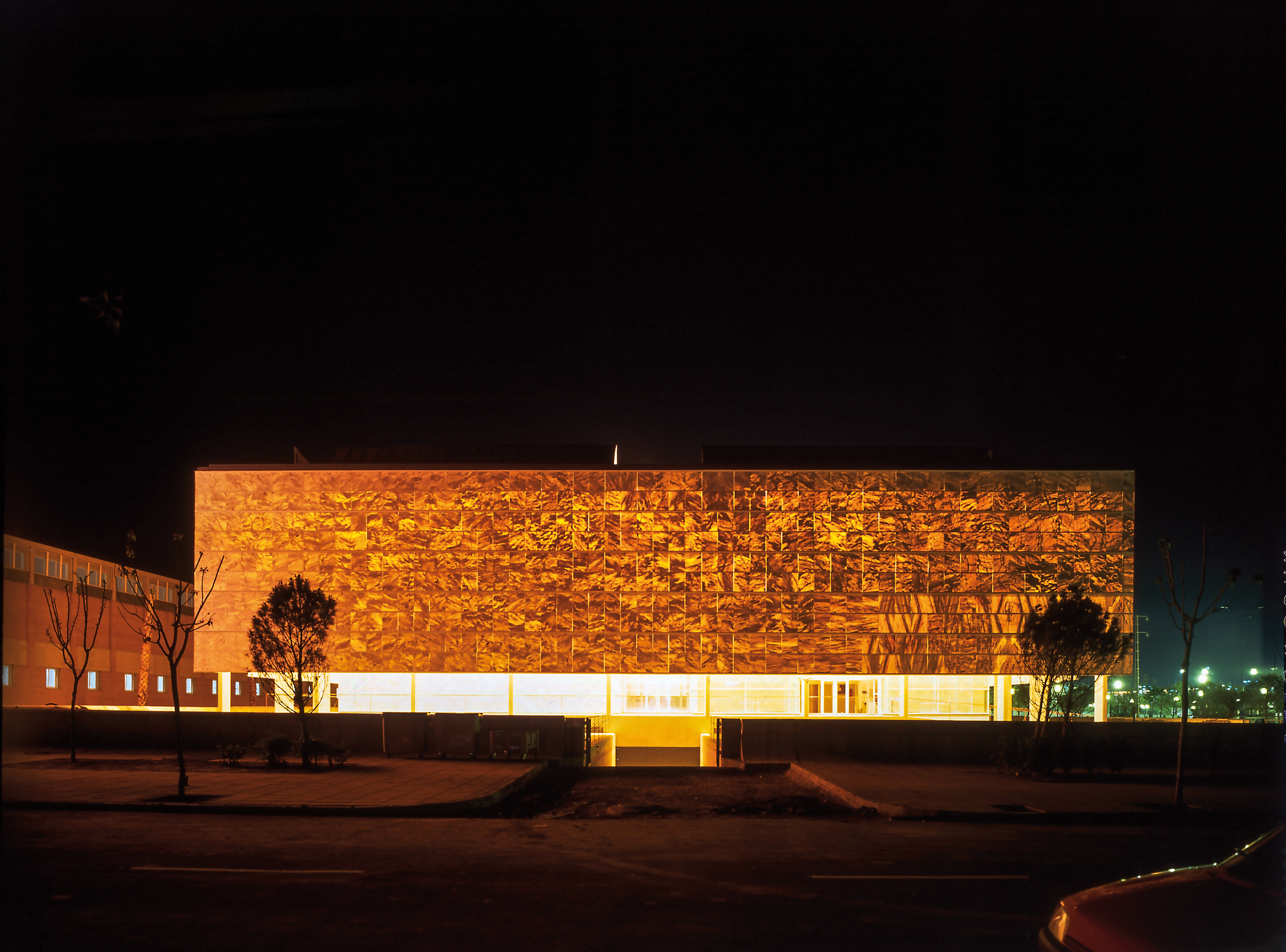
Red Eléctrica de España en Sevilla.1992

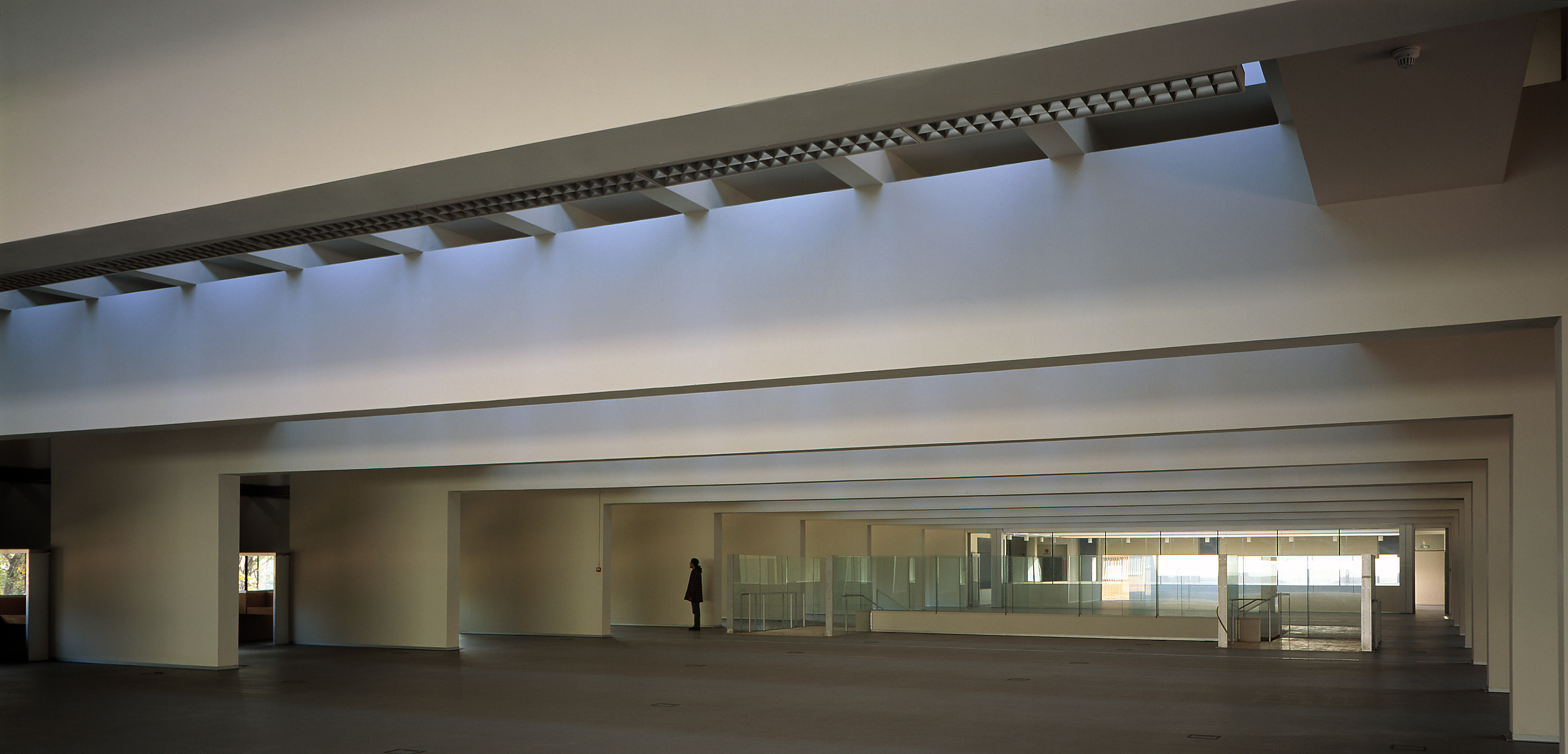
Biblioteca de Villaverde.1996

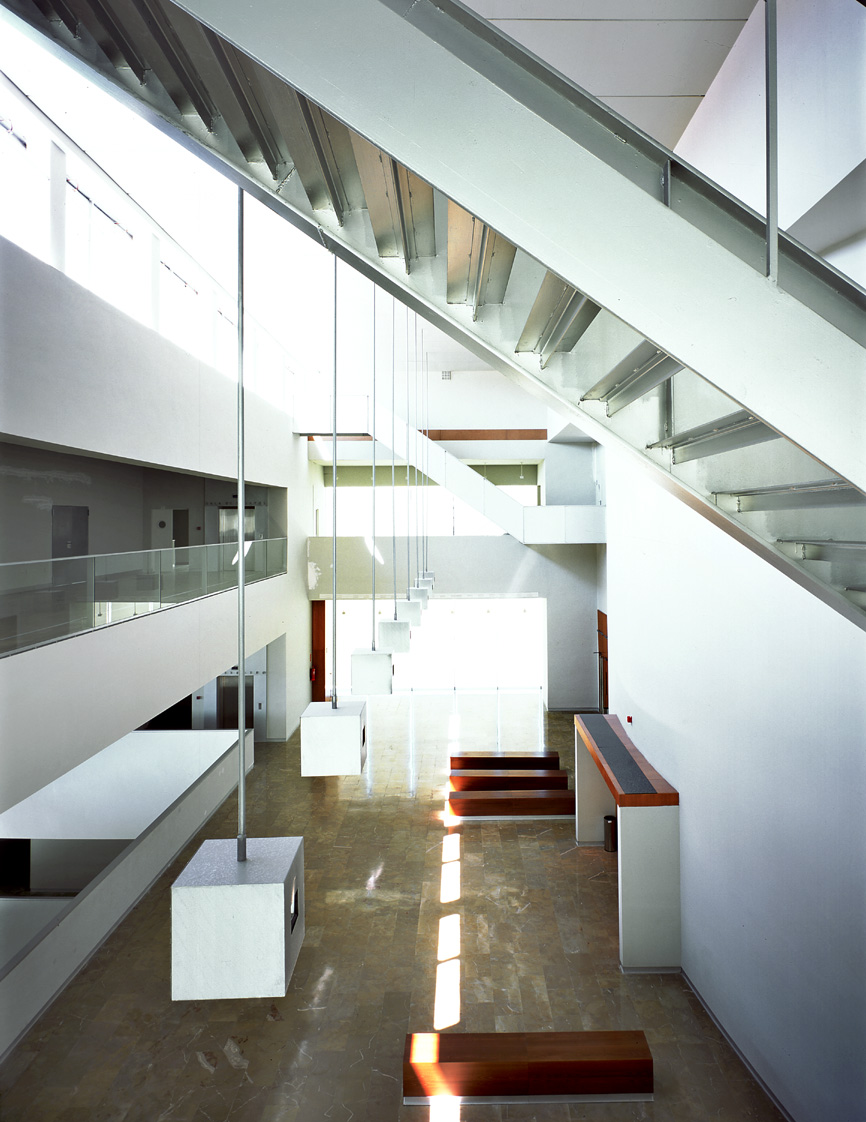
Centro de Artes Escénicas de Salamanca.2002

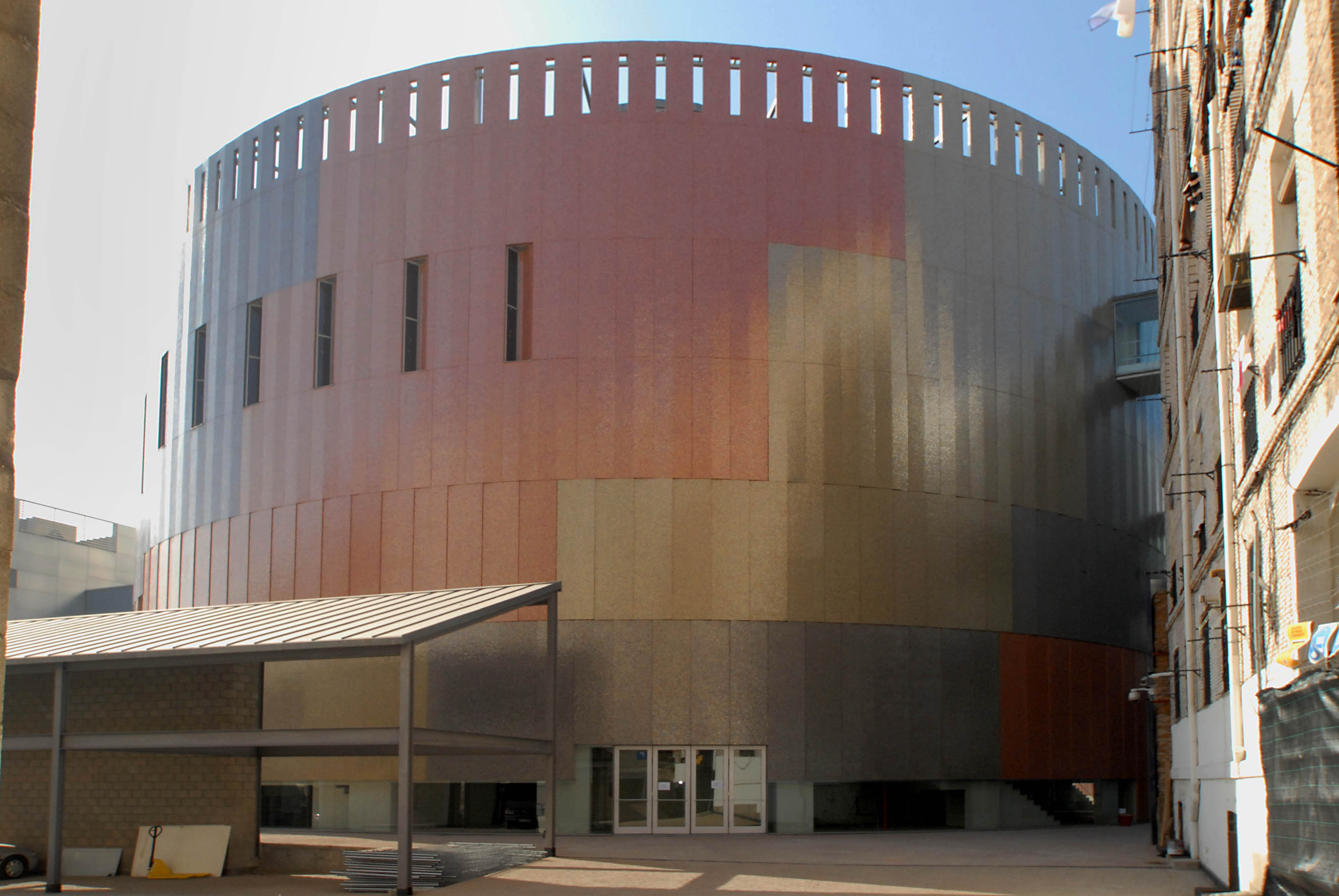
Circo Price Madrid. 2007

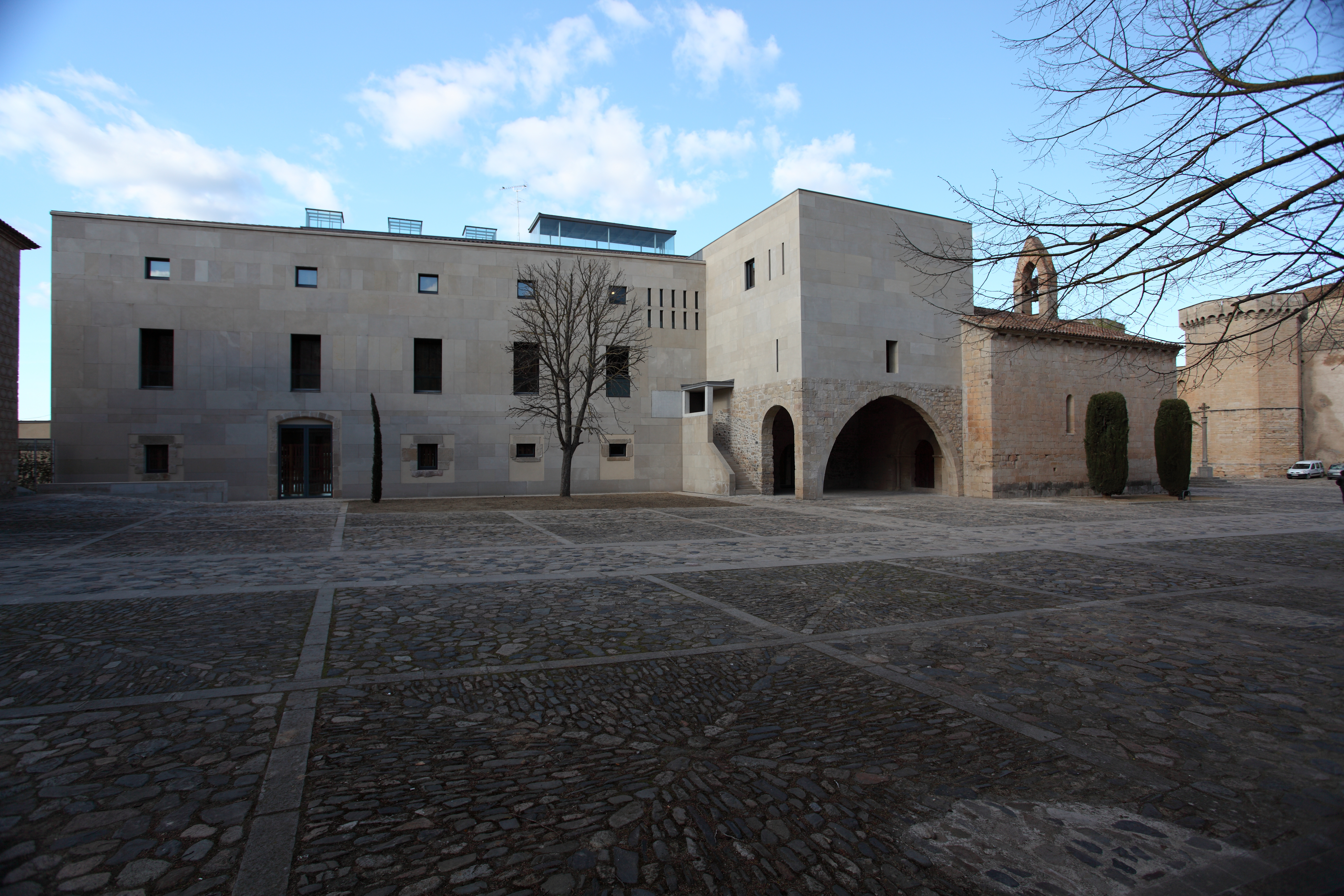
Nueva Hospedería del Monasterio Poblet. 2010

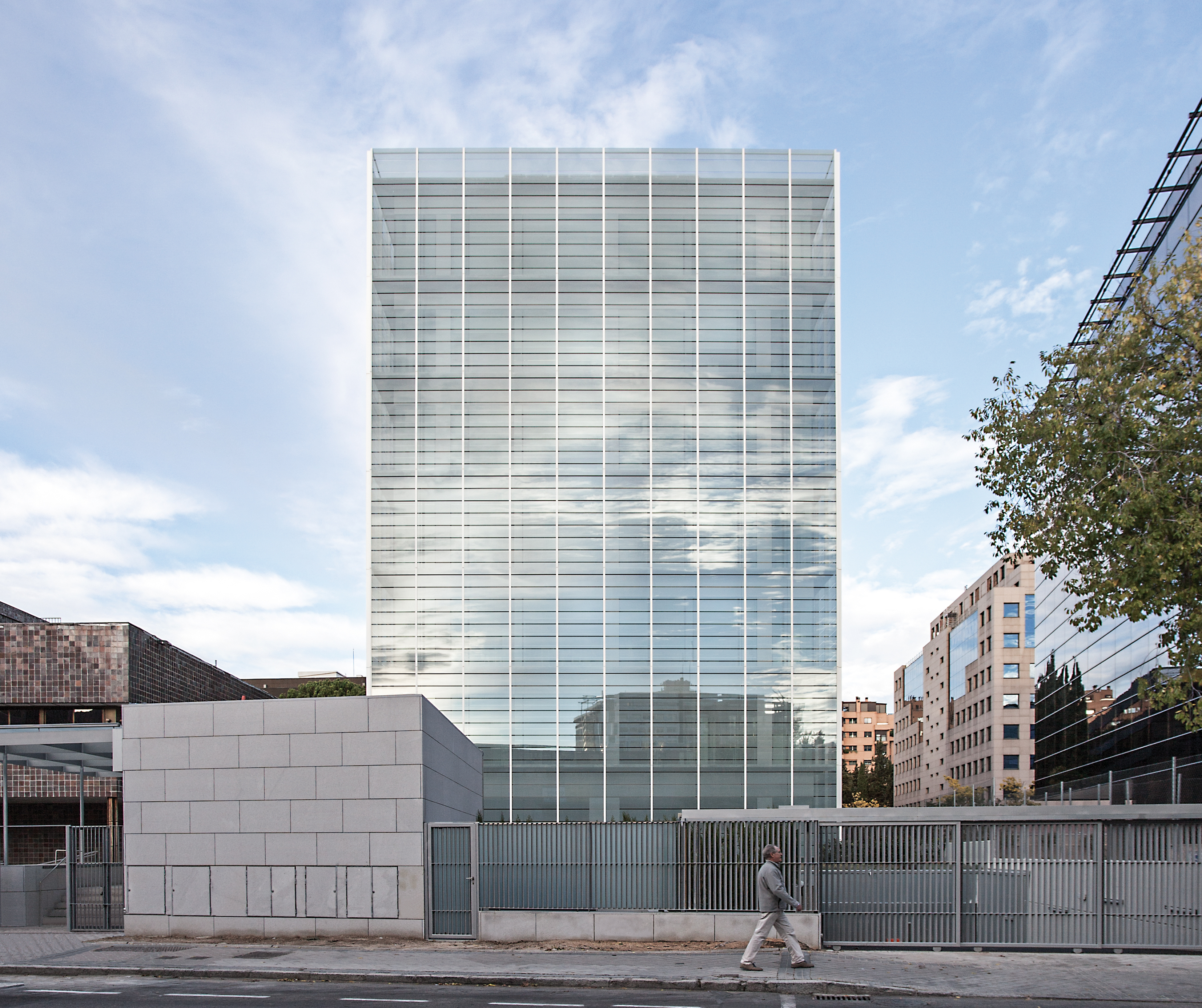
Edificio de oficinas para el Ministerio de Economía y Hacienda en Madrid. 2015

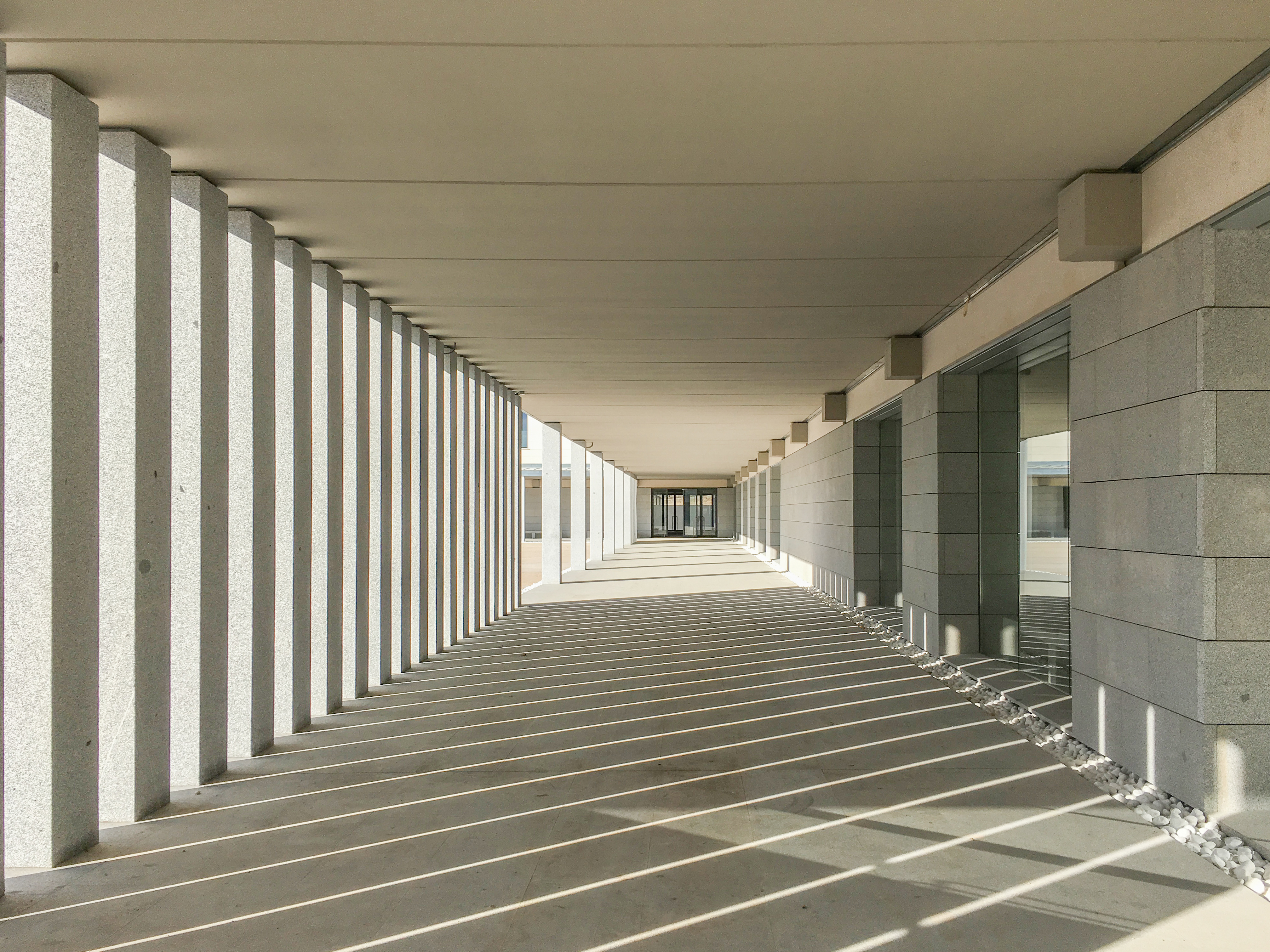
Nueva Academia de Oficiales de la Guardia Civil en Aranjuez. 2016

Proyecto Club Náutico La Gomera. 1969. Con los arquitectos Ramón Andrada Pfeiffer y José Luis Martín Gómez.
Viviendas en la calle Arturo Soria y calle Hernández de Tejada en Madrid. 1976.Con los arquitectos Ricardo Aroca, Emilia Bisquert y José Luis Martín.
Estudio piloto de Rehabilitación de la Manzana de Cascorro. Ayuntamiento de Madrid. 1981.Con los arquitectos José Luis Martín y Francisco Pol.
Teatro Real Coliseo Carlos III. San Lorenzo de El Escorial. Madrid. 1980. Con el arquitecto José Luis Martín Gómez. 

Rehabilitación y obra nueva. Plaza de Cascorro 11, Madrid. 1986.
Edificio de Oficinas en la calle Jesús de Monasterio, Santander. 1987.
Teatro Armando Palacio Valdés en Avilés, Asturias. 1988.
Edificio Volumen de Diseño y Exposiciones en Algete, Madrid. 1989.
Edificio de Viviendas en la Gran Vía de San Francisco, Madrid. 1989.
Viviendas en Palomeras, Madrid. 1990.
Centro Regional de Explotación Sur. Red Eléctrica de España en Sevilla. 1992.
Edificio de Viviendas en la calle Divina Pastora en Fuencarral, Madrid. 1990.
Conjunto de viviendas, equipamientos, garaje y urbanización interior. Manzanas
S-1, S-2, S-3, S-7, S-8 y S-14. Parque Conde de Orgaz, Madrid. De 1993 a 2002.Con el arquitecto Antonio Cavero Lataillade.
Proyecto de Museo de la Arquitectura Española en Madrid. 1994.
Edificio de Galerías ABC-Serrano en calle Serrano, Madrid. 1995.
Biblioteca pública María Moliner en Villaverde, Madrid. 1996.
Centro de Artes Escénicas y de la Música. Ayuntamiento de Salamanca. 2002.
Teatro Circo Price y Museo del Circo, Madrid. 2007.
Conjunto de 112 Viviendas de Protección Oficial Salburua, Vitoria. 2007.
Conjunto de 131 Viviendas de Protección Oficial. Ensanche de Vallecas, Madrid. 2007.
Conjunto 289 Viviendas de Protección Oficial en Ensanche de Vallecas, Madrid. 2008.
Conjunto de Viviendas de Protección Oficial Mariturri, Vitoria. 2009.
Nueva Hospedería en el Monasterio de Poblet, Tarragona. Ministerio de Fomento. 2010.
Conjunto de Viviendas de Protección Oficial Ibaialde, Vitoria. 2010.
Comisariado y Exposición “Arquitecturas Ausentes del Siglo XX”. Ministerio de la Vivienda. Madrid, La Coruña, Bruselas. 2010.
Palacio de la Música, de Congresos y Exposiciones de la Ciudad de Vitoria. Ayuntamiento de Vitoria. 2011. (Obra iniciada y cancelada).
Teatro Real Coliseo Carlos III. Aranjuez. Madrid. Ministerio de Fomento. 2012.
Edificio Administrativo para la Dirección General del Patrimonio del Estado en la Calle Torrelaguna 58 de Madrid. 2015.
Nueva Academia de Oficiales de la Guardia Civil en Aranjuez, Madrid. Ministerio del Interior. 2016.

## Selección de premios
- Premios ePower&Building. Arquitectura con eñe. 2016.Categoría Protección Solar. Edificio Administrativo para la Dirección General de Patrimonio del Estado en la Calle Torrelaguna 58, Madrid[47][48][49]

- Premio COAM 2016. Colegio Oficial de Arquitectos de Madrid. Edificio Administrativo para la Dirección General de Patrimonio del Estado en la Calle Torrelaguna 58, Madrid[50]

- Premio Saint-Gobain Consejo Superior de los Colegios de Arquitectos de España 2014 Arquitectura en Vidrio. Edificio Administrativo para la Dirección General de Patrimonio del Estado en la Calle Torrelaguna 58. Madrid”.[51]

- Primer premio Concurso Palacio de la Música, de Congresos y Exposiciones de la ciudad de Vitoria. 2009. Ayuntamiento de Vitoria.
- Premio “Distinción” COAM 2005. Colegio Oficial de Arquitectos de Madrid. Viviendas en la Calle Zamarramal, Madrid.
- Premio “Distinción” COAM 2005. Colegio Oficial de Arquitectos de Madrid. Exposición “Arquitecturas Ausentes del Siglo XX”.[52]
- Premio Calidad Arquitectura Comunidad Autónoma de Madrid. 2005. 30 viviendas Calle Zamarramala. Madrid.[53]
- Premios Calidad Arquitectura Comunidad Autónoma de Madrid. 2002. Premio a la Estética. Biblioteca María Moliner de Villaverde, Madrid[54]
- Premio Churriguera de Diseño Urbano Conjunto.2001 Área de Rehabilitación de Lavapiés, Madrid.
- Primer premio Nacional “PAD’96”. 1996. Construcción en Piedra. Edificio de Red Eléctrica de España en Sevilla.
- Premio Nacional de Arquitectura de España. 1996.[55]
- Premio “Europa Nostra”. 1992.Rehabilitación del Teatro Palacio Valdés de Avilés.[56]
- Premio de Arquitectura del Ayuntamiento de Madrid.1991. Viviendas en Palomeras, Madrid
- Premio de Arquitectura del Ayuntamiento de Madrid.1987. Viviendas en Corrala de Cascorro, Madrid
- Premio COAM 1987. Colegio Oficial de Arquitectos de Madrid. Viviendas Cascorro 11.Madrid[57]
- Premio “Europa Nostra”. 1987. Actuaciones en la plaza de Cascorro número 11. Madrid.[58]

- Premio “Europa Nostra”. 1986. Sede de los Grupos Parlamentarios del Congreso de los Diputados de España. Madrid.[59]

- Nombrado por concurso de méritos Arquitecto Conservador del Congreso de los Diputados. Madrid. 1983 a 1986.[60]

- Premio Nacional de Urbanismo de España. 1981. Estudio Piloto Rehabilitación Manzana Cascorro. Madrid.

- Premio Nacional de Restauración. 1980. Teatro Real Coliseo Carlos III. San Lorenzo de El Escorial. Madrid.[61]

- Medalla de Oro “Europa Nostra”. 1979. Teatro Real Coliseo Carlos III. San Lorenzo de El Escorial. Madrid[62][63]